# Erharthöhe
Erharthöhe är ett berg i Österrike.   Det ligger i distriktet Graz-Umgebung och förbundslandet Steiermark, i den östra delen av landet, 130 km sydväst om huvudstaden Wien. Toppen på Erharthöhe är 1 021 meter över havet.
Terrängen runt Erharthöhe är huvudsakligen kuperad, men åt sydost är den platt. Runt Erharthöhe är det ganska tätbefolkat, med 230 invånare per kvadratkilometer.. Närmaste större samhälle är Graz, 11,1 km söder om Erharthöhe. 
I omgivningarna runt Erharthöhe växer i huvudsak blandskog.